# 中國恆天立信
中國恆天立信工業有限公司，簡稱中國恆天立信工業和中國恆天立信（英語：CHTC Fong's Industries Company Limited，港交所：0641）是一家設計、製造和銷售供紡織行業使用的染整機械設備，同時經營不銹鋼材貿易及金屬鑄件生產業務公司。現時由中國恒天集團有限公司旗下公司。

## 历史
在1963年由方壽林家族創立，總部位於香港葵涌葵昌路51號九龍貿易中心2座13樓。其股份自1990年10月12日在香港交易所主板上市。2011年6月15日，立信工業被中國恒天以以每股5港元的价格，就是10.39億港元收購股權，主要品牌為「門富士」等。現時主席為石廷洪。

## 連結
- Fongs.com（页面存档备份，存于）